# Índice Global da Fome

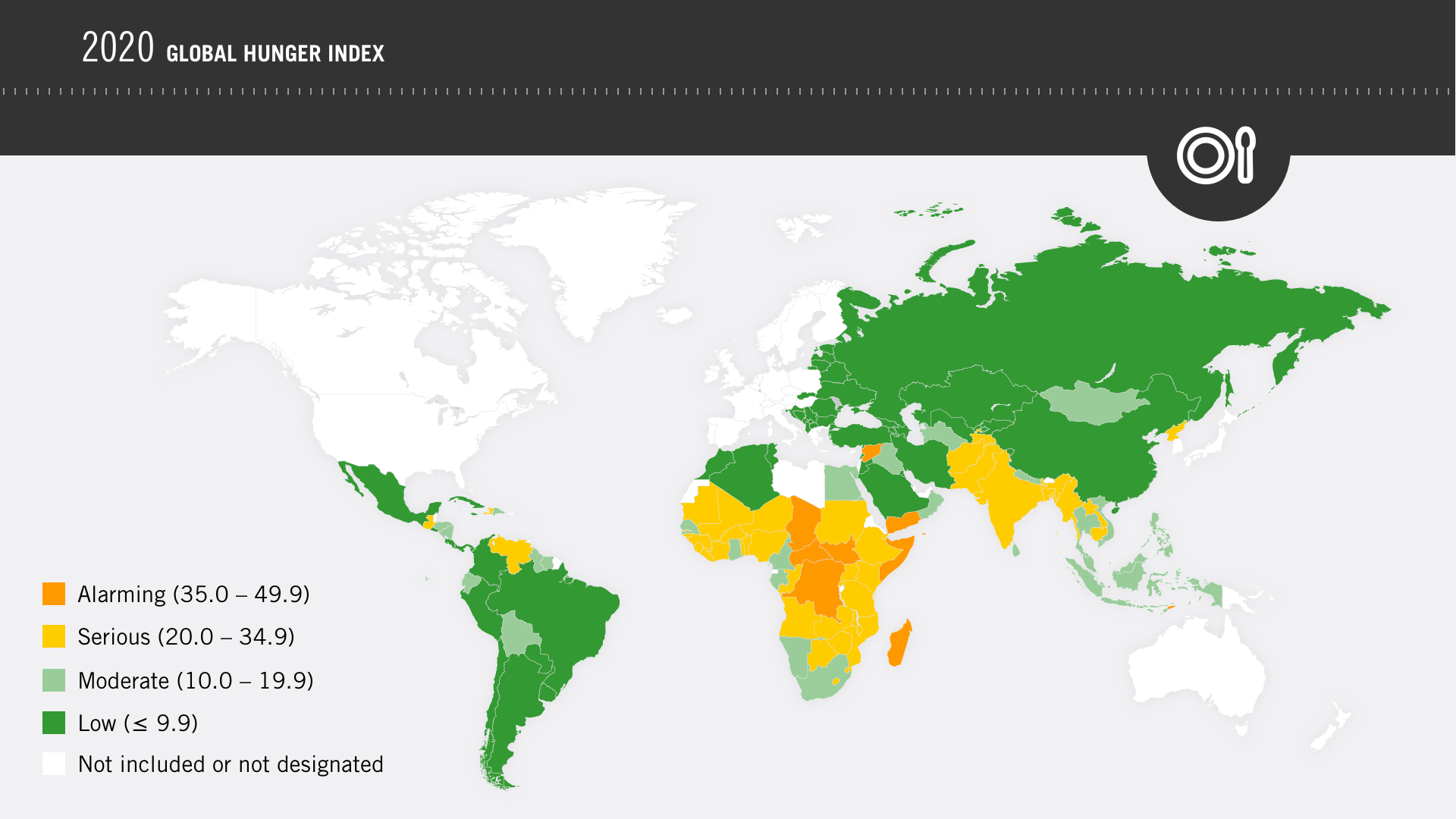
Índice global da fome por país, publicado em 2020

O Índice Global da Fome  (GHI, pela sua sigla em inglês de Global Hunger Index) é uma ferramenta estatística multidimensional usada para descrever o estado da fome nos países. O GHI mede o progresso e retrocessos na luta global contra a fome.
É atualizado uma vez por ano.
O índice foi adaptado e desenvolvido pelo International Food Policy Research Institute (IFPRI). Foi publicado pela primeira vez em 2006 em conjunto com Welthungerhilfe, uma Organização Não Governamental (ONG). Desde 2007, a ONG irlandesa Concern Worldwide juntou-se ao grupo de editores.
O GHI de 2010 calcula-se para 122 países em via de desenvolvimento e economias em transição, dos quais 84 foram classificados. Todos os anos, o reporte sobre o GHI centra-se num tema: em 2010, o índice ressalta a desnutrição infantil entre as crianças menores de dois anos de idade. Estudos recentes mostram que a prevenção da má alimentação durante este período pode melhorar significativamente a saúde, a produtividade e o desempenho econômico ao longo da vida destas crianças.
Além da edição anual do GHI, em 2008 foram publicados o Índice da Fome para os Estados da Índia e o Índice Subnacional da Fome para a Etiópia.

## Cálculo e definição do GHI
A fome tem muitas faces: aumento da propensão às doenças, deficiências no estado nutricional, perda de energia, incapacidade, morte por inanição ou por doenças infecciosas mortais, cujo curso é o resultado de uma saúde geral débil.
O GHI é concebido para captar diversos aspetos da fome num só índice, apresentando assim uma rápida visão geral de um problema complexo. O índice leva em conta a situação de nutrição não somente populacional em geral, mas também de um grupo fisiologicamente vulnerável — as crianças — para o qual a falta de nutrientes cria um alto risco de crescimento físico ou cognitivo deficiente, e até de mortalidade. Adicionalmente, ao combinar indicadores medidos em forma independente, o índice reduz os efeitos dos erros aleatórios de medição.

### Indicadores
O GHI combina três indicadores de igual ponderação:
1. A proporção de subnutridos como percentagem populacional (o que reflete a porção populacional com insuficiente ingestão de energia na dieta),
2. A frequência da insuficiência de peso nas crianças menores de cinco anos (o que indica a proporção de crianças que sofrem de perda de peso) e,
3. A taxa de mortalidade das crianças menores de cinco anos (o que reflete em parte a fatal sinergia entre ingestão insuficiente de alimentos e ambientes insalubres).

### Cálculo do GHI
O índice global da fome é calculado assim:
{\displaystyle GHI={\frac {PUN+CUW+CM}{3}}}
onde
{\displaystyle PUN:} proporção populacional que está subnutrida (em percentagem)
{\displaystyle CUW:} frequência de insuficiência de peso em crianças menores de cinco anos (em percentagem)
{\displaystyle CM:} proporção de crianças que falecem antes dos cinco anos (em percentagem)
O índice classifica os países numa escala de 100 pontos, sendo 0 a melhor pontuação (não há fome) e 100 a pior, embora na prática não ocorra nenhuma destas situações extremas. Quanto mais alto o índice, pior é a situação alimentar de um país. Os valores por baixo de 4,9 refletem pouca fome, os valores entre 5 e 9,9 refletem uma fome moderada, os valores entre 10 e 19,9 indicam um sério problema, os valores entre 20 e 29,9 são alarmantes e os de 30 ou mais são extremamente alarmantes.